# Hochstadel
Hochstadel – szczyt w Alpach Gailtalskich, w Alpach Wschodnich. Leży w Austrii, na granicy dwóch krajów związkowych: Tyrolu i Karyntii. Szczyt ten leży raczej na uboczu w stosunku do głównego pasma, na jego wschodnim krańcu. Jest jednym z najwyższych w tym rejonie, co zapewnia rozległe widoki ze szczytu. Dobrze widoczne są szczególnie Wysokie Taury i Alpy Karnickie. U stóp szczytu na wysokości 1780 m znajdują się dwa schroniska: Kalser Hütte i Hochstadelhaus. Można do nich dotrzeć z wioski Oberpirkach.